# Augustyn Wincenty Locci
Augustyn Wincenty Locci (* um 1640 in Warschau; † 22. Oktober 1732) war ein polnischer Architekt italienischer Abstammung, der auch als Berater des Königs Johann III. Sobieski diente.

## Leben
Locci war der Sohn des aus Italien nach Polen eingewanderten und am Hofe der Wasa-Könige als Baumeister tätigen Augustyn Locci und der Urszula Dorota Giza. Er erhielt keine klassische Ausbildung als Architekt, konnte aber aufgrund seines Ideenreichtums und seines technischen Verstandes überzeugen. Im Jahr 1673 erhielt er das Recht (Indigenat), ein adliges Wappen zu führen.
Locci gilt als Vertrauter Jan III. und fungierte als dessen Sekretär und Hauptingenieur. Für seinen Gönner entwarf er Neu- und Umbauten sowie Einrichtungen königlicher Residenzen (z. B. in Żółkiew und am Warschauer Königsschloss). Seine bedeutendste Arbeit war der Bau des königlichen Palastes in Wilanów von 1677 bis 1696. Unter ihm arbeitete dort wahrscheinlich Andreas Schlüter. Neben den königlichen Aufträgen führte er auch Arbeiten für verschiedene polnische Magnaten aus, wie die Errichtung der Radziwiłł-Galerie, den Ausbau des Schlosses in Radzyń Podlaski oder den Umbau des Czapski-Palastes in Warschau.
Als Zeichen der Wertschätzung des Königs erhielt er eine Leibrente (bis zum Tode) von 2.000 Złoty (ausgezahlt vom Salzbergwerk Wieliczka). Auch wurde ihm Landbesitz in Form von den bei Warschau gelegenen Dörfern Mokotów, Rakowiec, Witkowiec, Wyględów, Grotów und Grotówek zugeteilt. Im Jahr 1706 heiratete er Anna Szymanowska, die eine bedeutende Mitgift (Landbesitz in Słubica und Bukówka im heutigen Powiat Piaseczyński) in die Ehe einbrachte. Da Locci keine eigenen Kinder hatte, vererbte er sein beträchtliches Vermögen seinem Neffen Franciszek Locci, einem Sohn seines Bruders Kazimierz. Locci wurde an der Karmeliterkirche Mariä-Geburt-Kirche in Warschau beigesetzt.

## Bauten (Auswahl)
- Herrenhaus in Warka (1689)
- Wilanów-Palast (1677–1696)
- Umbau des Czapski-Palastes, Warschau (1717–1721)
- Bau der Kapuziner-Kirche in der Ulica Miodowa, Warschau
- Umbau des heutigen Präsidentenpalastes